# Talk Back Trembling Lips
Talk Back Trembling Lips è un album del cantante statunitense Johnny Tillotson, pubblicato dalla MGM Records nel novembre del 1963.

## Tracce

### LP (1963, MGM Records, E 4188/SE 4188)
Lato A
1. Talk Back Trembling Lips – 2:36 (John D. Loudermilk) – Registrato il 26 settembre 1963 al Columbia Recording Studio, Nashville, TN
2. Blue Velvet – 2:27 (Bernie Wayne, Lee Morris) – Registrato all'inizio di novembre del 1963 al A&R Recording Studio, New York
3. Danke Schoen – 2:47 (testo: Milt Gabler, Kurt Schwaback – musica: Bert Kaempfert) – Registrato all'inizio di novembre del 1963 al A&R Recording Studio, New York
4. What Am I Gonna Do – 2:39 (Paul Tennen) – Registrato il 4 novembre 1963 al Columbia Recording Studio, Nashville, TN
5. My Little World – 2:19 (Ian Samwell, Jean Slater) – Registrato il 4 novembre 1963 al Columbia Recording Studio, Nashville, TN
6. I Can't Stop Loving You – 2:43 (Don Gibson) – Registrato il 4 novembre 1963 al Columbia Recording Studio, Nashville, TN

Durata totale: 15:31
Lato B
1. I'm a Worried Guy – 2:26 (Jack Reardon, Paul Evans) – Registrato il 4 novembre 1963 al Columbia Recording Studio, Nashville, TN
2. Another You – 2:37 (Lucille Cosenza, Johnny Tillotson) – Registrato il 26 settembre 1963 al Columbia Recording Studio, Nashville, TN
3. Rhythm of the Rain – 2:32 (John Gummoe) – Registrato il 4 novembre 1963 al Columbia Recording Studio, Nashville, TN
4. All Alone Am I – 2:51 (testo: Arthur Altman – musica: Manos Hatzidakis) – Registrato il 4 novembre 1963 al Columbia Recording Studio, Nashville, TN
5. Please Don't Go Away – 2:08 (Herb Strizik, Johnny Tillotson, Lucille Cosenza) – Registrato il 4 novembre 1963 al Columbia Recording Studio, Nashville, TN
6. Blowin' in the Wind – 3:16 (Bob Dylan) – Registrato il 4 novembre 1963 al Columbia Recording Studio, Nashville, TN

Durata totale: 15:50

## Musicisti
Talk Back Trembling Lips e Another You
- Johnny Tillotson – voce
- Altri musicisti non accreditati
- Bill McElhiney – arrangiamenti, direttore d'orchestra

Blue Velvet e Danke Schoen
- Johnny Tillotson – voce
- Altri musicisti non accreditati
- Larry Wilcox – arrangiamenti, direttore d'orchestra

What Am I Gonna Do / My Little World / I Can't Stop Loving You / I'm a Worried Guy
- Johnny Tillotson – voce
- Altri musicisti non accreditati
- Bill McElhiney – arrangiamenti, direttore d'orchestra (brani: What Am I Gonna Do, I Can't Stop Loving You, I'm a Worried Guy)
- Larry Wilcox – arrangiamento, direttore d'orchestra (brano: My Little World)

Rhythm of the Rain / All Alone Am I / Please Don't Go Away / Blowin' in the Wind
- Johnny Tillotson – voce
- Altri musicisti non accreditati
- Bill McElhiney – arrangiamenti, direttore d'orchestra (brani: Rhythm of the Rain, Please Don't Go Away e Blowin' in the Wind)
- Larry Wilcox – arrangiamento, direttore d'orchestra (brano: All Alone Am I)[3]

### Produzione
- Paul Tannen – produzione
- Registrazioni effettuate  al Bradley Studios, Nashville, Tenn. e al A&R Studios, New York
- Val Valentin – direzione delle registrazioni
- Arnold Maxin – note retrocopertina album originale[4]

## Classifica
Album
| Anno | Classifica | Posizione raggiunta |
| ---- | ---------- | ------------------- |
| 1964 | TOP LP's   | 48                  |

Singoli
| Anno | Titolo del brano         | Classifica         | Posizione raggiunta |
| ---- | ------------------------ | ------------------ | ------------------- |
| 1963 | Talk Back Trembling Lips | Hot 100            | 7                   |
| 1964 | I'm a Worried Guy        | Hot 100            | 37                  |
| 1964 | Please Don't Go Away     | Hot 100            | 112                 |
| 1963 | Talk Back Trembling Lips | Adult Contemporary | 6                   |